# Zabava, Radehiv
Zabava (în ucraineană Забава) este un sat în comuna Bîșiv din raionul Radehiv, regiunea Liov, Ucraina.

## Demografie
Componența lingvistică a localității Zabava
     Ucraineană (100%)
Conform recensământului din 2001, toată populația localității Zabava era vorbitoare de ucraineană (100%).